# Clydno Eitin
Clydno Eitin, anche Clydno, Clidnus e Clyde (525 circa), che fu sovrano di Din Eidyn, era un principe dello Strathclyde, erede di Cunbelin, figlio di re Dumnagual Hen (è probabilmente frutto di un errore interpretativo l'idea che fosse figlio di Cynwyd Cynwydion).
Cunbelin o Clydno attaccarono il regno di Gododdin per stabilire il loro dominio attorno a Din Eidyn (l'odierna Edimburgo).
Negli Anni 60 del VI secolo, insieme al cugino Cedic, re di Strathclyde, devastò l'area attorno a Caer-Segeint (Caernarfon), nel Gwynedd, per vendicare l'uccisione di un altro cugino, Elidyr Mwynfawr, principe dello Strathclyde. Alla fine, furono respinti da re Rhun Hir.